# Sativa Rose
Sativa Rose (Guadalajara, 21 gennaio 1984) è un'ex attrice pornografica messicana.

## Riconoscimenti
- 2003 XRCO Award nominee – Best Three-Way – Initiations 12[2]
- 2004 AVN Award nominee – Best Three-Way Sex Scene, Video – Initiations 12[3]
- 2005 AVN Award nominee – Best Group Sex Scene, Video – Double Cum Cocktails[4]
- 2005 XRCO Award nominee – Unsung Siren[2]
- 2006 AVN Award nominee – Best Oral Sex Scene, Video – Oral Junkies[5]
- 2007 AVN Award nominee – Best Anal Sex Scene, Video – Hellcats 11
- 2007 AVN Award nominee – Best All-Girl Sex Scene, Video – Girls Love Girls
- 2007 AVN Award nominee – Female Performer of the Year[6]
- 2008 AVN Award nominee – Best Tease Performance – Pretty Pussies Please 3
- 2008 AVN Award nominee – Best Anal Sex Scene, Video – Pretty Pussies Please 3[7]
- 2009 AVN Award nominee – Best All-Girl Group Sex Scene – Girlgasmic[8]

## Filmografia
- Mamacitas 4 (2003)
- Young Fresh and Ripe 1 (2003)
- 18 -n- Fuckable (2004)
- 18 and Nasty 39 (2004)
- 1st Time Teens 2 (2004)
- 5 Guy Cream Pie 12 (2004)
- Asseaters Unanimous 4 (2004)
- Baby Doll Nurses 1 (2004)
- Barefoot Confidential 32 (2004)
- Beef Eaters 1 (2004)
- Big Tease 1 (2004)
- Blasted (2004)
- Blow Me Sandwich 6 (2004)
- Boy Meats Girl 1 (2004)
- Caliente Cuties 1 (2004)
- Camel Hoe's 2 (2004)
- Catwoman Goes Naked (2004)
- Cindy's Way 3 (2004)
- Come on and Touch Me (2004)
- Cream Pie For The Straight Guy 1 (2004)
- Crema Latina (2004)
- Cum Catchers 1 (2004)
- Cumstains 5 (2004)
- Deep Throat This 20 (2004)
- Double Cum Cocktails 1 (2004)
- Extreme Schoolgirls 7 (2004)
- Fashionably Laid (2004)
- Feeding Frenzy 4 (2004)
- Fill Her Up 3 (2004)
- First Date 1 (2004)
- Fresh Mex 1 (2004)
- Girl Crazy 4 (2004)
- Girls Home Alone 22 (2004)
- Girls Interrupted 1 (2004)
- Gobble the Goop 1 (2004)
- Hellcats 3 (2004)
- Hi-teen Club 9 (2004)
- Hot Latin Pussy Adventures 33 (2004)
- I Like 'Em Young 1 (2004)
- Jack's Teen America 3 (2004)
- Johnny's Vision (2004)
- KSEX Games 2004 (2004)
- Latin Hoochies 2 (2004)
- Latin Throat Bangers 2 (2004)
- Latina Fever 3 (2004)
- Legal At Last 1 (2004)
- Lollipop Babies 2 (2004)
- Manuel Ferrara's POV 1 (2004)
- Nasty Hardcore Latinas 1 (2004)
- Naughty College School Girls 32 (2004)
- No Man's Land Latin Edition 5 (2004)
- Nut Busters 3 (2004)
- Peter North's POV 2 (2004)
- Pimped by an Angel 4 (2004)
- Pool Party (2004)
- POV Pervert 3 (2004)
- Pussy Playhouse 8 (2004)
- Pussyman's Fashion Dolls 3 (2004)
- Real Sex Magazine 61 (2004)
- Real XXX Letters 9 (2004)
- Rub My Muff 1 (2004)
- Sativa Rose's Foot Tease (2004)
- Security Cam Chronicles 2 (2004)
- Service Animals 17 (2004)
- Service Animals 18 (2004)
- Sex Fiends 1 (2004)
- Sizzling Hot Tamales 2 (2004)
- Sombrerhos (2004)
- South Of The Border 2 (2004)
- Specs Appeal 18 (2004)
- Spread Your Legs (2004)
- Stick It in My Face 3: Sensory Overload (2004)
- Strap Attack 1 (2004)
- Strip Tease Then Fuck 5 (2004)
- Suckers (2004)
- Suckers 2 (2004)
- Suckers 6 (2004)
- Swap The Pop 1 (2004)
- Take No Prisoners (2004)
- Teagan: Erotique (2004)
- Teen Cum Squad 1 (2004)
- Teen Latin Dolls 2 (2004)
- Teen Tryouts Audition 37 (2004)
- There's Something About Jack 31 (2004)
- Threesomes (2004)
- Twisted Vision 1 (2004)
- Uniform Babes: Conduct Unbecumming (2004)
- Urban Angels (2004)
- Welcome to the Valley 3 (2004)
- Young Latin Girls 11 (2004)
- Young Pink 5 (2004)
- Young Ripe Mellons 5 (2004)
- Young Tight Latinas 7 (2004)
- 2 Girls for Every Guy 1 (2005)
- 2 on 1 22 (2005)
- 20 Teens Who Like To Suck Cocks (2005)
- Amazing DP's (2005)
- Anal Decadence (2005)
- Artcore 3: Masquerade (2005)
- Ball Honeys 1 (2005)
- Bang It (2005)
- Barely 18 19 (2005)
- Barely Legal Boot Camp (2005)
- Big Toys No Boys 3 (2005)
- Blow Me 1 (2005)
- Blow Me 2 (2005)
- Burning Bush (2005)
- Caliente (2005)
- Chicas Calientes (2005)
- Chicks and Salsa 2 (2005)
- Christoph's Beautiful Girls 20 (2005)
- Chulitas Frescas (2005)
- Clean My Crack 1 (2005)
- Cum Oozing Holes 1 (2005)
- Cumstains 6 (2005)
- Cunt Gushers 2 (2005)
- Dirty Girlz 4 (2005)
- Double Decker Sandwich 7 (2005)
- Dress-up Dolls (2005)
- Erotik (2005)
- Frank Wank POV 2 (2005)
- Fresh Meat 19 (2005)
- Friday's Oral Junkies (2005)
- Gag on This 1 (2005)
- Gettin' Behind (2005)
- Getting Stoned 2 (2005)
- Glamour Sluts 1 (2005)
- Go Fuck Yourself (II) (2005)
- Gringo Dicks in Latin Chicks 3 (2005)
- Group Therapy 2 (2005)
- Grudge Fuck 4 (2005)
- Hand to Mouth 1 (2005)
- Hellcats 7 (2005)
- Her First Lesbian Sex 6 (2005)
- I Love 'em Latin 1 (2005)
- Inside Moves (2005)
- Iron Head 3 (2005)
- Jack's Teen America 13 (2005)
- Juggies 3 (2005)
- Lascivious Latinas 2 (2005)
- Latin Adultery 1 (2005)
- Latin Holes 2 (2005)
- Lethal Injections 3 (2005)
- Lusting for Latinas (2005)
- Mamacitas 7 (2005)
- Meat Holes 4 (2005)
- Mexicunts 1 (2005)
- More Blowjobs Please (2005)
- Mouth 2 Mouth 3 (2005)
- Nailed With Cum (2005)
- Natural Newbies (2005)
- Navy Girls Love Semen (2005)
- Once You Go Black 4 (2005)
- Orally Challenged (2005)
- Pass the Creme 1 (2005)
- Perverted POV 9 (2005)
- Pussy Foot'n 15 (2005)
- Sativa Rose Fucking Big Cock (2005)
- Semen Sippers 4 (2005)
- Service Animals 19 (2005)
- Sex Trap (2005)
- Smokin' Blowjobs 2 (2005)
- Sperm Swappers 2 (2005)
- Spunk'd (2005)
- Spunk'd 2 (2005)
- Squirting 101 6 (2005)
- Swallow The Leader 2 (2005)
- Sweet Cream Pies 1 (2005)
- Taco Shop 2 (2005)
- Take It Black 2 (2005)
- Take That Deep Throat This 2 (2005)
- Teen Divas: Teen Wonderland 5 (2005)
- Teenage Dreamin' (2005)
- Teenage Spermaholics 3 (2005)
- Teens Revealed 5 (2005)
- Toe 2 Toe (2005)
- Tongues and Twats 1 (2005)
- Ty Endicott's Smokin' POV 3 (2005)
- Up in the Club: Las Vegas (2005)
- Whipped Ass 14 (2005)
- Whores Don't Wear Panties 1 (2005)
- Women of Color 9 (2005)
- Worship This Bitch: Staci Thorn Edition (2005)
- Your Ass is Mine 2 (2005)
- 110% Natural 10 (2006)
- 18 and Fresh 2 (2006)
- A2M 9 (2006)
- Ass Bandits 2 (2006)
- Ass Cream Pies 9 (2006)
- Ass Parade 6 (2006)
- Barely Legal School Girls 2 (2006)
- Bet Your Ass 4 (2006)
- Big Round Latin Culos (2006)
- Bitch 3 (2006)
- Black Owned 1 (2006)
- Blazed and Confused 1 (2006)
- Blow Me 4 (2006)
- Blow Me 6 (2006)
- Blown Away 1: Asian vs. Latin (2006)
- Blue Collar Fantasies (2006)
- Brazilian Letters (2006)
- Breast Worship 1 (2006)
- Chol Ho's 1 (2006)
- Chol Ho's 2 (2006)
- Climax Clinic (2006)
- Cream On My Camel Toe 1 (2006)
- Cum Swapping Fuck Dolls 2 (2006)
- Cumaholics 1 (2006)
- Cumstains 7 (2006)
- Deeper 1 (2006)
- Deeper 2 (2006)
- Dicks and Dildos (2006)
- Down With the Brown (2006)
- Evil Anal 2 (2006)
- Face Invaders 1 (2006)
- Filthy Anal POV 2 (2006)
- Girls Love Girls 1 (2006)
- Girlvana 2 (2006)
- Gossip (2006)
- Gunned Down (2006)
- Hardcore Whores 2 (2006)
- Hellcats 11 (2006)
- Hot Sauce 1 (2006)
- I Wanna Get Face Fucked 2 (2006)
- I've Been Sodomized 1 (2006)
- Illicit Affairs (2006)
- In The Pink (2006)
- Incredible Expanding Vagina (2006)
- Invasion of the Porno Shooters (2006)
- Janine Loves Jenna (2006)
- Jiggly Juggs 1 (2006)
- Just Turned 18 4 (2006)
- Lacie's Life (2006)
- Latin Spice (2006)
- Latina Anal Heartbreakers (2006)
- Latina Dayworkers (2006)
- Latina Fuckholas 2 (2006)
- Lewd Conduct 29 (2006)
- Load Sharing 1 (2006)
- Make Love To My Ass (2006)
- Mamacitas 9 (2006)
- Mexicum (2006)
- MILF Obsession 5 (2006)
- Mr. Camel Toe 6 (2006)
- Muff 2 (2006)
- Muff Bumpers 2 (2006)
- My Dirty Angels 5 (2006)
- Naked Damsels in Distress (2006)
- Nantucket Housewives (2006)
- Nasty Universe 3 (2006)
- Naturals 1 (2006)
- Naughty Office 3 (2006)
- No Man's Land Interracial Edition 9 (2006)
- No Swallowing Allowed 10 (2006)
- Peter North's POV 15 (2006)
- Pussyman's Latin Fever 2 (2006)
- Rock Hard 5 (2006)
- Ronnie James POV Pussy (2006)
- Rub My Muff 6 (2006)
- Sassy Latinas who Cum from their Ass (2006)
- Sex On The Beach (2006)
- Share the Load 4 (2006)
- She's Got It 2 (2006)
- Silky Smooth (2006)
- Sitter (2006)
- Slut School (2006)
- Slutinas 2 (2006)
- Snatch (2006)
- Strangers When We Meet (2006)
- Strap Attack 5 (2006)
- Stuffin Young Muffins 5 (2006)
- Suck It Dry 2 (2006)
- Super Cute 3 (2006)
- Taboo: Love Hurts (2006)
- Tease Me Then Please Me 4 (2006)
- Teen Handjobs 2 (2006)
- Three's Company (2006)
- Tits: Young Ripe and Real (2006)
- Trophy Whores 2 (2006)
- Tunnel Vision 1 (2006)
- Un-natural Sex 18 (2006)
- University Of Austyn 2 (2006)
- Whole Enchilada 1 (2006)
- Wild Fuck Toys 4 (2006)
- X-Cheerleaders Gone Fuckin' Nuts 2 (2006)
- Young and Natural (2006)
- Young Sluts 2 (2006)
- 3-Way or No Way 2 (2007)
- Anal Addicts 27 (2007)
- Anal Asspirations 6 (2007)
- Anal Solo Masturbation (2007)
- Attack That Ass (2007)
- Ball Honeys 9 (2007)
- Bang My Juice Boxxx: Latina Squeeze (2007)
- Beach Bums (2007)
- Big Rack Attack 3 (2007)
- Big Wet Asses 11 (2007)
- Blowjob Ninjas 2 (2007)
- Brianna Love Comes of Age (2007)
- Britney Rears 4: Britney Goes Gonzo (2007)
- Brunettes Eat More Cum (2007)
- Butt Licking Anal Whores 5 (2007)
- Butthole Whores 1 (2007)
- Carmen Inked (2007)
- Cheatin' Chicas (2007)
- Cheek Freaks 1 (2007)
- Creamery (2007)
- Cum Play With Me 4 (2007)
- Cutie Pies 2 (2007)
- Erotic Femdom Fantasies 2 (2007)
- Face Fucking Inc. 1 (2007)
- Fantasstic Whores 3 (2007)
- Fetish Dolls (2007)
- Finger Licking Good 4 (2007)
- Frat House Fuckfest 7 (2007)
- Fresh Young Asses 2 (2007)
- Gangbang Auditions 22 (2007)
- Gaped Crusaders 2 (2007)
- Girlgasmic 1 (2007)
- Girls on Guys (2007)
- Girls Will Be Girls 1 (2007)
- Handjob Heaven (2007)
- Hellfire Sex 11 (2007)
- Hot and Spicy Latin Ass 5 (2007)
- House of Ass 7 (2007)
- Housewife 1 on 1 8 (2007)
- I Like It Black and Deep in My Ass 7 (2007)
- I Love Latinas (2007)
- I Love Paola (2007)
- Impassioned (2007)
- Incumming 12 (2007)
- Inside Jobs 2 (2007)
- Keep 'Em Cummin' 1 (2007)
- Lesbian Training 8 (2007)
- Loca Latina Sluts 3 (2007)
- Low Ridin' Latinas (2007)
- Masturbation Mayhem 1 (2007)
- Meat My Ass 6 (2007)
- Mercedez Takes Control (2007)
- Mommy Knows Best 7 (2007)
- Munch Box (2007)
- Muy Caliente 2 (2007)
- Muy Caliente 3 (2007)
- Myne Tease 5 (2007)
- Natural Knockers 8 (2007)
- Natural Teens 2 (2007)
- No Man's Land 42 (2007)
- Pantyhose Whores 2 (2007)
- Pink Paradise 2 (2007)
- Pretty Pussies Please 3 (2007)
- Prime Cuts Before They Were Stars (2007)
- Pump My Ass Full Of Cum 1 (2007)
- Real Golden Showers 14 (2007)
- Rub My Muff 11 (2007)
- Run for the Border 2 (2007)
- School's Out (2007)
- Sexy Latina Teasers 2 (2007)
- Share My Cock 7 (2007)
- Share the Spunk 2 (2007)
- Simple Fucks 2 (2007)
- Skeeter Kerkove's Girls Sodomizing Girls 2 (2007)
- Slave To The Grind (2007)
- Slime Ballin' 1 (2007)
- Snow Ballers (2007)
- Spanish Harlem 2 (2007)
- Sticky Pants (2007)
- Suck It Dry 4 (2007)
- Swallowing Anal Whores 4 (2007)
- Swap That Cum 2 (2007)
- Sweet Young Things 2 (2007)
- Taboo: Maximum Perversions (2007)
- Twin Peaks 5 (2007)
- Viva La Van (2007)
- We All Scream For Ass Cream 2 (2007)
- Wet Food 1 (2007)
- Wet Nurse (2007)
- Yo Quiero Chocolatte 2 (2007)
- Young and Juicy Big Tits 2 (2007)
- Young Hot And Bothered (2007)
- Young Latin Ass 3 (2007)
- 2 Chicks To Lick Your Dick 1 (2008)
- 8th Street Latinas 5 (2008)
- Anally Yours... Love, Jada Fire (2008)
- Assassin 5 (2008)
- Au Natural (2008)
- Before They Were Stars 3 (2008)
- Before They Were Stars 4 (2008)
- Big Dick Little Jane 2 (2008)
- Blowjob Ninjas 5 (2008)
- Border Patrol (2008)
- Buttsisters Daughters 2 (2008)
- Chica Freaks (2008)
- Cum Fiesta 6 (2008)
- Dream Team (2008)
- Euro Domination 25 (2008)
- Fantasyland (2008)
- Fresh Facials 1 (2008)
- Girls Love Girls 3 (2008)
- Girls of Amateur Pages 15 (2008)
- I Just Swallowed It (2008)
- It's Too Big 2 (2008)
- Jr. College Lesbians (2008)
- Latin Seduction (2008)
- Little Titties Tight Holes 4 (2008)
- Load Warriors 1 (2008)
- Lusty Latinas (2008)
- Master and Servant (2008)
- Naughty Young Latinas 2 (2008)
- No Man's Land: Girls in Love 1 (2008)
- Only Handjobs 6 (2008)
- Sophia Royale (2008)
- Swap Meat 1 (2008)
- Teen Assholes (2008)
- Teen Assholes 2 (2008)
- Thrust (2008)
- Viva Latina Ass 2 (2008)
- X Cuts: Surfer Girls 3 (2008)
- Young MILF Titties (2008)
- Ben Dover's Busty Babes USA (2009)
- Blown Away 1 (2009)
- Cat Burglars (2009)
- Cream Girls (2009)
- Cum Swappers: What's Mine Is Yours (2009)
- Cumstains 10 (2009)
- Dangerous Dykes (2009)
- Dirty Cum Sucking Babes (2009)
- Hispanic Honey (2009)
- King of Coochie 3 (2009)
- Ladies Room 1 (2009)
- Latin Adultery 9 (2009)
- Latin Attraction (2009)
- Latinistas 1 (2009)
- Load Sharing 2 (2009)
- Lucky Lesbians 5 (2009)
- Masturbation Nation 2 (2009)
- Mean Dungeon 1 (2009)
- Menage A Twat Part Deux (2009)
- MILF Next Door 8 (2009)
- Nasty Nympho Bookworms 2 (2009)
- Queens of Pee (2009)
- Savory Senoritas (2009)
- Sex on Set (2009)
- Show Me The Money Shot (2009)
- Stuffed Petite 4 (2009)
- Suck It Dry 6 (2009)
- Swing Time (2009)
- Twilight Of Virginity (2009)
- Virtual Vivid Girl: Sunrise Adams (2009)
- Watch Your Back 3 (2009)
- XXX at Work 2 (2009)
- Young Latin Ass Allstars (2009)
- Ain't Too Proud to Beg (2010)
- All About Anal (2010)
- Anal 2 on 1 (2010)
- ATK Lovely Latinas 1 (2010)
- Fox Holes 2 (2010)
- Fuck Team 5 8 (2010)
- Fuck You (2010)
- Go Big Or Go Home 1 (2010)
- Home All Alone 6 (2010)
- POV Handjobs 4 (2010)
- Salsa Super Sluts 5 (2010)
- Swing High Swing Low (2010)
- Triple Playas 1 (2010)
- Border Babes (2011)
- Jules Jordan: The Lost Tapes 1 (2011)
- KissMe Girl: Tyla and Sativa (2011)
- Latin Honeycums 1 (2011)
- Men in Pain 6908 (2011)
- Vip Crew 2 (2011)
- Bad Ass Barrio Babes (2012)
- Barrio Bitches (2012)
- Buttsluts 1 (2012)
- Cock Craving Latinas (2012)
- Gang Affiliated (2012)
- Girls of Bang Bros 7: Jenaveve Jolie (2012)
- Hammered Asses (2012)
- Horny Spanish Fly 2 (2012)
- Jules Jordan: The Lost Tapes 3 (2012)
- Latin Adultery 20 (2012)
- Men in Pain 4748 (2012)
- POV All Star (2012)
- Young Latina Fuck Sluts (2012)
- Young Pussy Lust 2 (2012)
- Young Sorority Sisters with Toys 2 (2012)
- 25 Sexiest Latin Porn Stars Ever (2013)
- Adam & Eve's Legendary Latinas (2013)
- Cinco De My-Ho 2 (2013)
- Deep Inside Lil' Latina Holes 2 (2013)
- Jules Jordan: The Lost Tapes 4 (2013)
- Latina Heat 3 (2013)
- Latina Lovin' (2013)
- Lesbian Farewells (2013)
- Lesbians Unchained (2013)
- Lovely Latinas (2013)
- Manhandled 2 (2013)
- Mexicanass (2013)
- Oh Yeah Let's Cum (2013)
- Prime Cuts: Double Decker Sandwich (2013)
- Return of the CFNM 3 (2013)
- Ridin' Dirty (2013)
- Anal Showdown (2014)
- Cheeky Chicas (2014)
- Dirty Anal Sluts (2014)
- Enormous Cocks (2014)
- Latin Cravings (2014)
- Latin Lust (2014)
- Mattress Jockey (2014)
- Pure Hard Sex 2 (2014)
- Sharing Is Caring 2 (2014)
- Threesome Latin Style (2014)
- Big Tit Cream Pie 32 (2015)
- Fucking Mexicans (2015)
- Adult's Hottest Latinas (2016)